# Invrea
Invrea è una frazione del comune di Varazze, in provincia di Savona. Il nome deriva dal fatto che in epoca medievale la zona era di proprietà dei marchesi d'Invrea, che qui possedevano un castello, tuttora di proprietà degli eredi.
Nella frazione sorge la chiesa di Santa Maria di Latronorio, risalente al XII secolo.
Qui vi si trova anche un piccolo menhir, poco documentato, ma che dalla sua posizione domina la città e anche il mare. Come tanti altri menhir, il monolito varazzese è rozzamente tagliato su una base quadrangolare, che diventa più stretta nella parte superiore e termina a punta. Il clima di questa frazione è molto mite: in inverno, poiché è protetto dai venti freddi (infatti si può assistere a giornate con temperature massime di 20 °C rispetto ai luoghi limitrofi, dove soffia un forte vento di tramontana), mentre d'estate il clima è gradevole per effetto della brezza marina, con temperature che raramente superano i 30 °C; l'umidità varia: vi è una stagione con poca umidità che è l'inverno, soprattutto nelle giornate soleggiate, dove essa è compresa tra il 20 e il 30%, mentre vi è una stagione più umida, che è l'estate, con valori compresi tra il 40 e il 50%.